# Traje desastre
«Traje desastre» es una canción del grupo musical Los Tres, publicada en su álbum acústico Los Tres MTV Unplugged, grabado en 1995 el 14 de septiembre en Miami Beach, Florida. Es el único tema inédito propio del grupo realizado para el álbum y uno de los temas más populares de este. Es un tema recurrente entre los recitales de la banda, no existe versión de estudio de este tema, solo registros en vivo en sus álbumes Arena y Freno de mano.

## Contenido e historia
Considerada por los fanes una de las mejores canciones de la banda, por su letra especialmente. Escrita y compuesta por Álvaro Henríquez, Roberto Lindl y Ángel Parra. La canción relata, en una perfecta lírica llena de metáforas y paradojas lingüísticas, la historia de una mujer transgénero que oculta su identidad. También se dice que habla además de las violaciones a los Derechos Humanos cometidas a trabajadoras sexuales trans en el país. Además, el tema hace referencia directa a la religión (incluso Jesús) y sus reglas.

## Video musical
El vídeo musical del tema fue dirigido por el cineasta chileno Germán Bobe, conocido anteriormente por dirigir otros vídeos de Los Tres, como Un amor violento, He barrido el sol y Pájaros de fuego, y contribuir al arte de su primer álbum, Los Tres. El vídeo relata la historia de una mujer transgénero que vive una doble vida, es trabajadora sexual durante la noche en un bar-discoteca, pero durante el día está vestida de género masculino. El vídeo se combina con apariciones de Los Tres como marineros que establecen conversaciones con otras personas transgénero. El vídeo tuvo alta rotación en MTV y canales de música nacionales.

## Versiones
Un antecedente a destacar de este tema es que solo está en su versión acústica hecha para su álbum Unplugged, no existe versión de estudio. Sin embargo existen versiones en vivo registradas en sus álbumes Arena y Freno de mano. Es frecuente en sus versiones en vivo mostrar una pantalla con el vídeo musical del tema.